# Iván Martos
Iván Martos Campillo (Manresa, 15 maggio 1997) è un calciatore spagnolo, difensore dell'Eldense.

## Caratteristiche tecniche
È un terzino sinistro.

## Carriera
Cresciuto nel settore giovanile dell'Almería, ha esordito in prima squadra l'11 settembre 2018 disputando l'incontro di Coppa del Re vinto 2-1 contro il Malaga.